# Nagrak (Sukaraja)
Nagrak is een bestuurslaag in het regentschap Bogor van de provincie West-Java, Indonesië. Nagrak telt 11.028 inwoners (volkstelling 2010).